# Spracheinwilligung
Unter Spracheinwilligung (Voice Permission) versteht man ein ausdrückliches Zustimmungsverfahren aus dem Permission Marketing, bei dem der Endverbraucher seine Werbeeinwilligung über natürliche Sprache erteilen (oder auch entziehen) kann.

## Anwendung

### Ablauf
Die Erhebung der Werbeeinwilligung auf dem Sprachkanal kann z. B. über ein Call-Center oder digitale Sprachassistenten erfolgen.
Im Falle des E-Mail-Marketings gibt der Endverbraucher dabei seine E-Mail-Adresse per Sprache an. An diese E-Mail-Adresse wird dann eine Bestätigungs-E-Mail (Double-Opt-in) ausgelöst. Der erste Schritt dieser zweistufigen Einwilligung ist die Spracheinwilligung (Single Opt-in), welche dabei für Nachweiszwecke protokolliert werden muss. Wenn Sprache als biometrisches Merkmal eingesetzt wird, lassen sich Werbeeinwilligungen auch ohne Bestätigungs-E-Mail rechtssicher erheben.

### Anwendungsbeispiel
Die erste Spracheinwilligung über den Sprachassistenten Alexa wurde am 4. Oktober 2018 in Wien von Torsten Schwarz am Rande der Jetzt-E-Mail-Konferenz auf einem Test-Skill der Firma XQueue GmbH auf einem Amazon Echo erhoben.